# ألفرد بلاو
ألفرد بلاو (بالفرنسية: Alfred Blau)‏ هو واضع كلمات الأوبرا فرنسي، ولد في 29 مايو 1827 في بلوا في فرنسا، وتوفي في 23 فبراير 1896 في بروكسل في بلجيكا بسبب ذات الرئة وسكتة.

## وصلات خارجية
- ألفرد بلاو على موقع ميوزك برينز (الإنجليزية)
- ألفرد بلاو على موقع ديسكوغز (الإنجليزية)